# الحزب المناهض للماسونية
كان الحزب المناهضة للماسونية أول حزب ثالث في الولايات المتحدة. وقد عارض هذا الحزب الماسونية بقوة بصفته حزب من أحزاب القضية الواحدة (حزب القضية الواحدة هو الحزب السياسي الذي يشن حملته على قضية واحدة فقط. نادراً ما تنجح مثل هذه الأحزاب في الانتخابات). وطمح لاحقاً ليصبح حزباً رئيسياً من خلال توسيع منبره ومواقفه بشأن القضايا الأخرى. بعد أن بدأت وجهات النظر السلبية عن الماسونية تتضاءل بين شريحة واسعة من الشعب في أواخر ثلاثينيات القرن التاسع عشر، انضم معظم أعضاء حزب مناهضة الماسونية إلى حزب اليمين، الذي كان أكبر حزب يتوافق مع وجهات نظرهم. على الرغم من أن الحزب لم يدم سوى عشر سنوات، إلا أنه قدم ابتكارات مهمة في السياسة الأمريكية مثل مؤتمرات الترشيح واعتماد المنابر الحزبية.

## المرشحين وأصحاب المناصب البارزين في الحزب
- جون كوينسي آدامز، المرشح لمنصب حاكم ولاية ماساتشوستس، 1836
- جوناثان بلانشارد، المرشح لمنصب رئيس الولايات المتحدة، 1884
- أوغسطين كلارك، أمين صندوق ولاية فيرمونت، 1833-1837
- إيجرتون ليبيوس، نائب حاكم ولاية فيرمونت، 1831-1835
- عاموس هيلميكر، المرشح لمنصب نائب رئيس الولايات المتحدة، 1832
- ميلارد فيلمور، مجلس نواب ولاية نيويورك، 1829-1831
- سايلاس هيمنويه جينسون، محافظ ولاية فيرمونت، 1835-1841
- وليام آدامز بالمر، محافظ ولاية فيرمونت، 1831-1835
- جوزيف راتنر، محافظ ولاية بنسلفانيا، 1835-1839
- وليام هينري سيوارد، مجلس شيوخ ولاية نيويورك، 1831-1834
- سولومون ساوثويك، المرشح لمنصب محافظ ولاية نيويورك، 1828
- وليام سبراغ الثالث، رئيس مجلس النواب في جزيرة رود، 1832-1835
- ثاديوس ستيفنز، مجلس نواب بنسلفانيا، 1833-1835
- آلن جاردنر، أمين صندوق ولاية فيرمونت، 1837-1838
- وليام ويرت، المرشح لمنصب رئيس الولايات المتحدة في عام 1832